# Smith & Lang Company
Smith & Lang Company was een warenhuis in Stockton, Californië. Het warenhuis was actief van 1899 tot 1963.

## Geschiedenis
De onderneming werd in 1899 opgericht door Alfred B. Lang en John H. Smith aan East Main Street 124 in Stockton. In 1910 werd de onderneming een juridische entiteit. Smith stierf in 1916, waarna Lang de leiding overnam. In 1915 werd de plaatselijke vestiging van het warenhuis Hale Bros. overgenomen en verhuisde het warenhuis naar East Main Street 306, waar in 1939 verder werd uitgebreid met ruim 700 m².  
Lang verkocht zijn aandeel in 1945 aan J. Wesley Hearne, die zijn belang een jaar later doorverkocht aan C.M. Dicker. Op 22 juli 1958 verwoeste een grote brand het warenhuis, waarbij een schade ontstond van $ 3 miljoen. Iets meer dan een jaar later, in augustus 1959,  opende het warenhuis in een nieuw pand ontworpen door het architectenbureau  Welton, Beckett and Associates uit Los Angeles. In februari 1963 werd Smith & Lang overgenomen door Weinstock-Lubin uit Sacramento, waarna de naam van het warenhuis wijzigde. Het warenhuis aan East Main Street sloot 12 februari 1966, omdat het verhuisde naar de Weberstown Mall.